# Cunigunda de Luxemburg
Cunigunda de Luxemburg (n. cca. 975 – d. 3 martie 1040, Kaufungen) a fost soția împăratului Henric al II-lea. În anul 1200 a fost canonizată de Biserica Catolică, cu sărbătoarea pe 3 martie și regional, în Germania și Luxemburg, pe 13 iulie. Cunigunda este considerată patroana Luxemburgului.

## Prima partea vieții
Cunigunda a fost unul dintre cei 11 copii avuți de contele Siegfried I de Luxemburg (n. 922 – d. 15 august 998) cu Hedwiga de Nordgau (n. cca. 935 – d. 992). Ea era o descendentă la a șaptea generație din Carol cel Mare. Se spune că Cunigunda de Luxemburg a avut o mare dorință să devină călugăriță și că mariajul ei cu împăratul Henric al II-lea ar fi fost unul strict spiritual; așadar, cei doi s-ar fi căsătorit exclusiv pentru a fi împreună și prin înțelegere reciprocă nu și-au consumat relația de maritală. Adevărul asupra acestei afirmații este dezbătut; deși într-adevăr cei doi nu au avut copii, se presupune că hagiografii ulteriori au construit în mod forțat imaginea unei căsătorii virginale.
Se pare că ea ar fi fost activă pe plan politic. Ca sfetnic cel mai apropiat al împăratului, ea a luat parte la conciliile imperiale. Este de asemenea consemnat că ar fi exercitat influență asupra soțului ei în ceea ce privește dotarea proprietăților bisericești, inclusiv a catedralei și mănăstirii din Bamberg.
În 1014 Cunigunda a plecat împreună cu soțul ei la Roma, unde a fost încoronată ca împărăteasă, primind odată cu Henric coroana imperială din mâinile papei Benedict al VIII-lea. Pe parcursul domniei, ea a suferit de o gravă boală. Din acest motiv, Cunigunda de Luxemburg a depus jurămîntul ca, în cazul recâștigării sănătății, să întemeieze o mănăstire benedictină de călugărițe la Kassel. La însănătoșire, ea și-a ținut cuvântul și au început lucrările de edificare a mănăstirii; cu toate acestea, Henric a murit în 1024, înainte ca lucrarea să fie finalizată. După moartea lui Henric, Cunigunda a fost nevoită să preia rolul de regentă. A făcut acest lucru alături de fratele ei, dar a predat insignele imperiale atunci când Conrad al II-lea a fost ales pentru a succede soțului ei, în 8 septembrie 1024.

## Viața religioasă
Ca văduvă, Sfânta Cunigunda a fost săracă, ca urmare a enormelor avuții acordate de către ea și de Henric pentru scopuri caritabile.
În 1025, la exact un an după moartea soțului ei, Cunigunda s-a retras la abația Kaufungen, din Hessa, unde a intrat în mănăstirea benedictină întemeiată chiar de ea. La momentul intrării în mănăstire, ea a oferit o relicvă din Sfânta Cruce, s-a lepădat de însemnele regale și a urmat traiul călugăresc. Astfel a rămas în mănăstire, îndeplinind munci caritabile, îngrijind pe cei bolnavi și trecându-și timpul cu rugăciuni. Ea a murit în 1040 și a fost înmormântată în Catedrala din Bamberg alături de soțul ei.

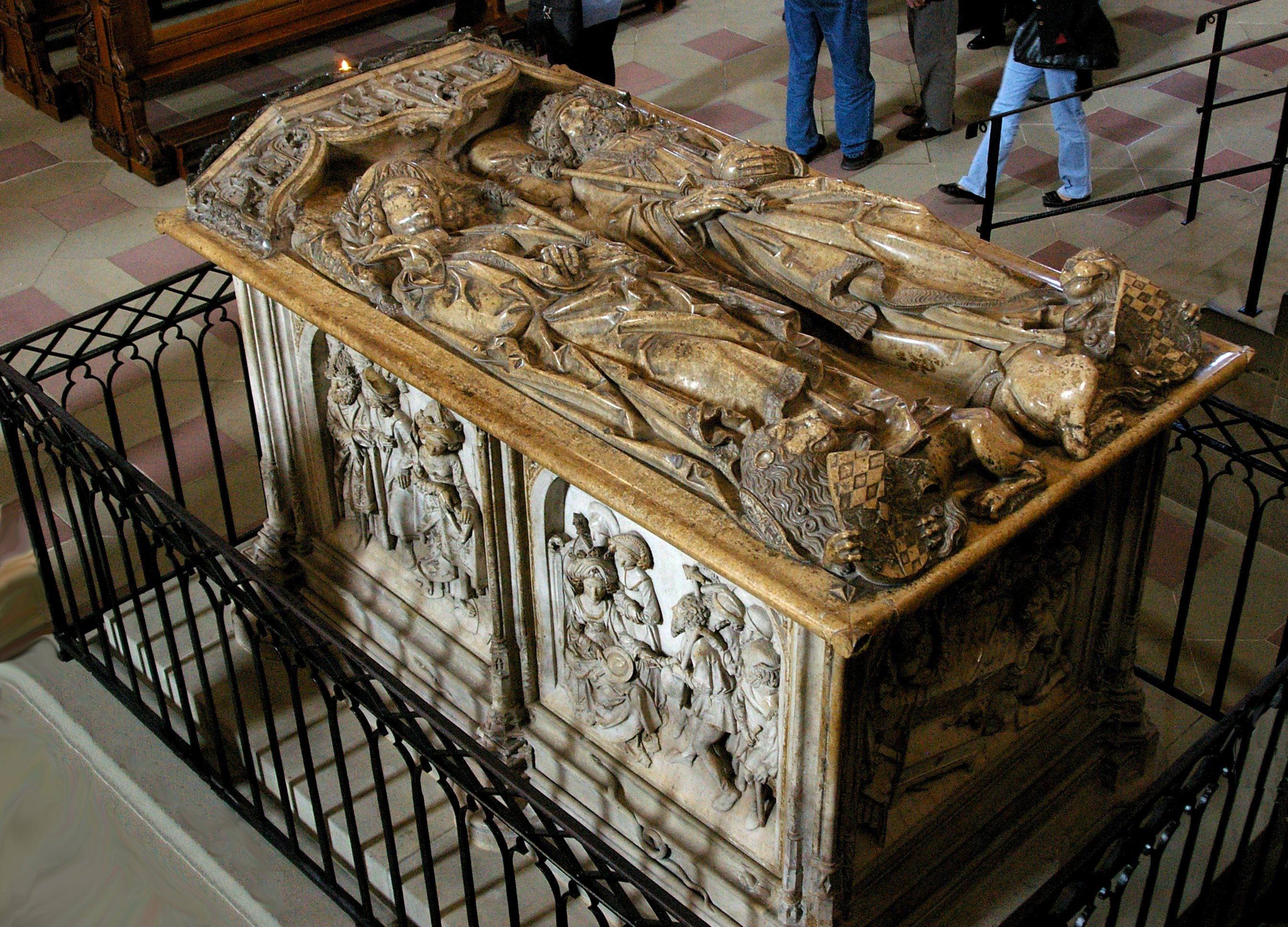
Mormântul împăratului Henric al II-lea și al împărătesei Cunigunda.

Cunigunda a fost canonizată ulterior, de către papa Inocențiu al III-lea, la 29 martie 1200.